# Thermokarst

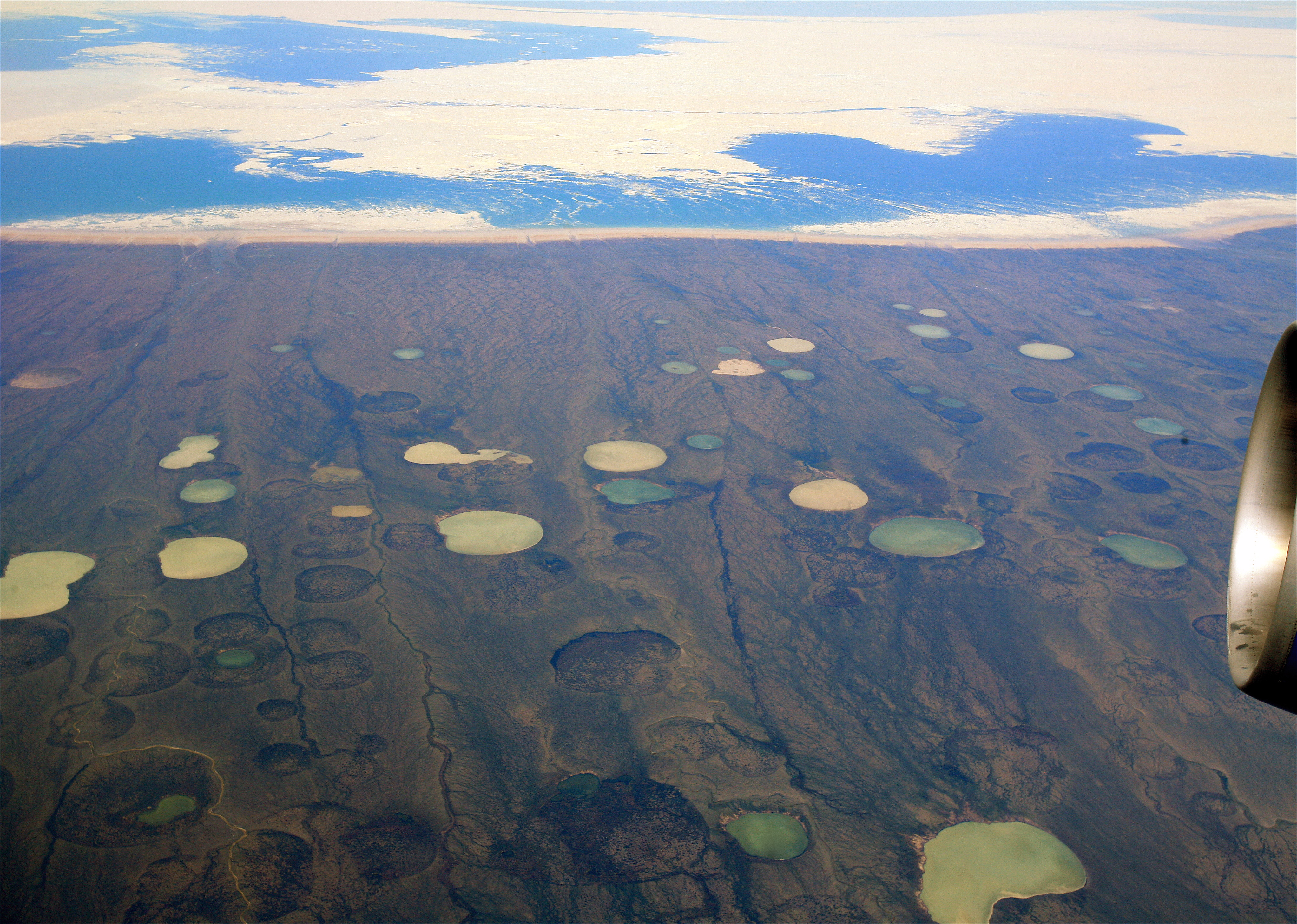
Im Sommer 2008 aufgetaute Thermokarst-Seen über Permafrostboden der Hudson Bay (Kanada).

Als Thermokarst oder Kryokarst wird ein Landformungsprozess in Periglazialgebieten durch oberflächlich auftauende Dauerfrostböden bezeichnet. Die ursprüngliche Herleitung des Begriffes Thermokarst kommt von der gewissen Ähnlichkeit der entstehenden Landformen mit dem klassischen Karbonat-Karst; die formgebenden Prozesse unterscheiden sich allerdings deutlich. Geomorphologische Prozesse, die aufgrund von Flüssigkeit und Temperaturwechsel entstanden sind, werden als Pseudokarst bezeichnet.

## Entstehungsprozess
Durch das Auftauen von Permafrostboden schmilzt das im Boden enthaltene Bodeneis. Der Volumenverlust lässt charakteristische Landformen durch die Einsenkung der Landoberfläche entstehen. Der Begriff Thermokarst schließt nur die reine Absenkung durch Volumenverlust ein, nicht jedoch die Erosion durch fließendes Wasser. Wenn gleichfalls mechanische Erosion durch fließendes Wasser auftritt, spricht man von Thermo-Erosion. Im weiteren Sinne werden mit Thermokarst auch die entstandenen Reliefstrukturen an sich bezeichnet. Generell ist die Entstehung von Thermokarst an einen hohen Eisgehalt (Eiskeile, Segregationseis) im Boden gebunden. Je höher das Eisvolumen, desto stärker kann sich der Thermokarst mit dem Schmelzen des Eises ausprägen. Durch die unregelmäßige Einsenkung der Landoberfläche entstehen Senken, die sich schnell mit Wasser füllen und sogenannte Thermokarst-Seen entstehen lassen. Diese Wasserkörper fördern durch ihre höhere Wärmekapazität gegenüber der Luft und dem Boden das weitere Auftauen des Permafrostbodens unter dem See und ein fortschreitendes Einsenken. Durch Ausdehnung auch in der Horizontalen können sich Thermokarst-Seen zu größeren Gewässern vereinigen.

## Verbreitungsgebiete
Thermokarst ist weit verbreitet in den Permafrost-Regionen der Erde: Sibirien, Alaska und Kanada. In kleinerem Maße kommt Thermokarst auch in sedimentären Ablagerungen der Hochgebirgsregionen vor. Thermokarst ist eine typische nacheiszeitliche Bildung, die durch die Klimaerwärmung mit dem Beginn der gegenwärtigen Warmzeit, dem Holozän, besonders stark einsetzte. Ein Beispiel ist der Batagaika-Krater in Jakutien in Russland.

## Verschiedene Arten
Es gibt verschiedene Thermokarstformen: Thermokarst-Seen, Thermokarst-Depressionen, und Thermokarst-Hügel. Spezielle Formen sind die orientierten Thermokarst-Seen, die in den Tiefländern der arktischen Küstengebiete vorgefunden werden. Diese Seen weisen eine deutlich ausgeprägte Streckung entlang einer Längsachse auf, sind somit meist elliptisch, wobei die Orientierung der Längsachse bei allen Seen nur wenig voneinander abweicht. Eine weit verbreitete Hypothese für dieses Phänomen versucht die Entstehung der Seeachsen-Orientierung mit stark vorherrschenden Windrichtungen senkrecht zur Längsachse der Seen zu erklären.

## Auswirkungen auf die Umwelt
Thermokarst kann im Zuge der globalen Erwärmung und der Erwärmung auch des Permafrostbodens zu einer hochbrisanten Thematik werden. Durch Thermokarst werden in großem Maße im Permafrost seit Jahrzehntausenden gefrorene Pflanzenreste wieder für die Zersetzung freigegeben, wodurch die Treibhausgase Methan und Kohlendioxid freigesetzt werden. Solche selbstverstärkten Zerstörungsprozesse wären auf kurzen Zeitskalen von wenigen Jahrhunderten nicht wieder umkehrbar, da sich die ursprüngliche Einlagerung über viele Jahrtausende hingezogen hat. Hier handelt es sich um einen der Kipppunkte der Erderwärmung.
Die Bildung von Thermokarst kann außerdem zur Bedrohung von existierender oder noch zu bauender Infrastruktur in den arktischen Gebieten werden (Pipelines, Gebäude, Landebahnen etc.).